# Limanové jezero
Limanové jezero je druh pobřežního jezera. Vzniklo z limanu oddělením od moře písečnou bariérou (kosou).
Jsou charakteristické pro severní pobřeží Černého moře a pro Azovské moře.

## Příklady
- v Rumunsku - Golovica, Razelm
- na Ukrajině - Dněsterský liman, Jalpuh, Kahul, Sasyk, Tylihulský liman